# Aprionus aberrantis
Aprionus aberrantis är en tvåvingeart som beskrevs av Boris Mamaev 1998. Aprionus aberrantis ingår i släktet Aprionus och familjen gallmyggor. Inga underarter finns listade i Catalogue of Life.